# Eduardo Ibáñez y García de Velasco
Eduardo Ibáñez y García de Velasco (* 1927 in Madrid; † 24. Juni 2012 ebenda) war ein spanischer Botschafter.

## Leben
Eduardo Ibáñez y García de Velasco studierte Rechtswissenschaft an der Universität Complutense Madrid. 1946 war er Sekretär des 19. Congreso Mundial de Pax Romana der Juventud estudiante católica. 1947 trat er in die Escuela de Diplomática ein und lehrte dort 1949 als Professor.
Im Dezember 1950 heiratete er Henriette López-Dóriga y Fletcher in der Iglesia San Jerónio el Real.
1950 trat er in den diplomatischen Dienst ein und war an der Botschaft in Paris akkreditiert.
1956 kam er ins Außenministerium, wo er ab 1957 die Abteilung Politik in Afrika leitete und an
Verhandlungsdelegationen nach Marokko teilnahm. Von 1958 bis 1963 war er für das Sachgebiet Vereinte Nationen zuständig.
Von 1962 bis 1963 leitete er das Instituto Hispano-árabe de cultura y la política exterior.
Am 8. Februar 1964 überbrachte er sein Akkreditierungsschreiben als Botschafter der marokkanischen Regierung in Rabat. Am 13. Mai 1969 war er Repräsentant von Francisco Franco bei der Ratifizierung der Übergabe von Ifni an Marokko und eines spanisch-marokkanischen Fischereiabkommens. Die beiden Verträge waren am 4. Januar 1969 in Fès von Hassan II. unterzeichnet worden. Der völkerrechtliche Vertrag wurde in Landesrecht umgesetzt, das heißt, Hassan II. erließ den entsprechenden Dahir. Bei diesem Akt trat auf marokkanischer Seite der Außenminister Ahmed Laraki auf.
Im August 1970 wurde er Botschafter Spaniens in Ecuador. 1973 löste ihn Jorge Taberna Latasa als Botschafter in Quito Ecuador ab und Eduardo Ibáñez y García de Velasco wurde Leiter der Misión Comercial de España en Moscú.
1978 war Eduardo Ibáñez y García de Velasco in besonderer Mission unterwegs und als Botschafter für Algerien im Gespräch.
1981 war Eduardo Ibáñez y García de Velasco spanischer Botschafter in Japan und wurde von der Regierung Felipe González zum Staatssekretär ernannt.
Im Januar 1985 war Eduardo Ibáñez y García de Velasco Botschafter in Japan und hatte eine Audienz bei Juan Carlos.
1986 stellte er sein Buch El hombre ante la nueva era tecnológica de la comunicación vor.